# Slaget om Filippinska sjön
Slaget om Filippinska sjön var ett avgörande sjöslag som utkämpades mellan USA:s och Japanska imperiets flottor under andra världskriget. Det är det största slaget i historien mellan hangarfartyg. Slaget var en del av Stillahavskriget och stod 19-20 juni 1944 utanför Marianerna och involverade även japanska landbaserade flygplan. Slaget blev förödande för den kejserliga japanska flottan som förlorade tre hangarfartyg och ca 600 flygplan.